# Географический центр Беларуси
Географический центр Беларуси (бел. Геаграфічны цэнтр Беларусі) — пункт земной поверхности с географическими координатами широта: 53°31’44,54"; долгота 28°02’41,90". Находится в 70 км на юго-восток от Минска, в 6 км к западу от Марьиной Горки, в 1 км к юго-востоку от деревни Антоново Пуховичского района Минской области.

## Определение
Поисковые работы были проведены в 1996 году 82-й экспедицией объединения «Белгеодезия» совместно с фирмой «Аэрогеокарт» по специальной программе с использованием карт масштаба 1:200 000 и искусственных спутников Земли.
Координаты географического центра Беларуси занесены в Государственный геодезический каталог в качестве пунктов государственной геодезической сетки.
1 мая 1996 года вблизи деревни Антоново был установлен специальный геодезический знак: «Деревня Антоново — географический центр Республики Беларусь».

## Практическое использование
Предполагается практическое использование географического центра Беларуси в качестве собственно белорусской исходной астрономическо-геодезической даты со своей ориентацией на теле геоида и референц-эллипсоида, приближённых к поверхности Беларуси. В результате уменьшается искажение линий и площадей при проектировании их на поверхность относительности и создании карт инженерного назначения.